# Groot-Colombia-Peruviaanse oorlog
De Groot-Colombia-Peruviaanse oorlog was een oorlog tussen Groot-Colombia en Peru tussen 3 juni 1828 en 28 februari 1829 over het gebied tussen beide landen (zie arcering op de kaart) en voornamelijk over de havenstad Guayaquil.

## Context
Het idee van Simón Bolívar was om na de val van Spaans Zuid-Amerika een federale staat te maken, met een sterk centraal gezag. Tussen 1824 en 1827 was hij president van Peru. Na zijn vertrek greep José de la Mar de macht, scheurde Peru af van Groot-Colombia en bezette de havenstad Guayaquil, aanleiding voor de oorlog.

## Resultaat
De oorlog werd beslecht met het verdrag van Guayaquil in 1829. De havenstad Guayaquil werd teruggeven aan Groot-Colombia, de rivier Río Tumbes werd de grens tussen beide landen.
In 1830 stierf Simón Bolívar, Groot-Colombia viel uit elkaar en Ecuador werd een zelfstandige republiek.